# 八木三日女
八木 三日女（やぎ みかじょ、1924年7月6日 - 2014年2月19日）は、大阪府堺市出身の俳人、眼科医（医学博士）。本名・下山ミチ子。

## 経歴
大阪女子高等医学専門学校（現・関西医科大学）卒。在学中、澁谷道らと学生俳句会に参加し、同医専に教授として在任していた平畑静塔に師事し俳句をはじめる。「激浪」「雷光」「梟」「夜盗派」「縄」を経て「海程」同人。1964年、同人誌「花」を創刊・代表を務める。
「例ふれば恥の赤色雛の檀」（『紅茸』）「満開の森の陰部の鰭呼吸」（『赤い地図』）「赤い地図なお鮮血の絹を裂く」（同）など、鋭敏な感性で独自の抽象的・エロス的世界を展開。関西前衛俳句を代表する女性俳人として注目された。また同郷の歌人与謝野晶子に傾倒し、1982年に「晶子をうたう会」を結成、代表世話人を務めた。
自身の二人の息子に着想を得たと思しき句も句集に掲載されている。長男は元裁判官の下山芳晴。次男、下山晃（俳号：志波響太郎）は大阪商業大学教授で、『八木三日女全句集』の解説を記した。共に東大学生俳句会に所属したことがある。

## 句集
- 『紅茸』(1956.5梟の会)
- 『赤い地図』(1963.5縄の会)
- 『八木三日女句集』(1973.9海程社）
- 『落葉期』(1974.10牧羊社)
- 『石柱の賦』(1985.3現代俳句協会)
- 『私語』
- 『八木三日女全句集』(2006.11沖積舎）